# جين أبيل
جين أبيل (بالإنجليزية: Jayne Appel)‏ مواليد 14 مايو 1988 في بيركيلي، هي لاعبة كرة سلة أمريكية. بدأت مسيرتها الاحترافية في سنة 2010. تم اختيارها من قبل فريق سان أنطونيو ستارز خلال الدرافت. تلعب مع فريق سان أنطونيو ستارز في دوري الاتحاد الوطني لكرة السلة النسائية كلاعب وسط. وتحمل الرقم 32. يبلغ طولها 6 قدم 4 بوصة (1.9 م). حققت المركز الأول في بطولة كأس العالم لكرة السلة للسيدات 2010.

## الميداليات
| الميدالية | المسابقة                                 |
| --------- | ---------------------------------------- |
| ذهبية     | بطولة كأس العالم لكرة السلة للسيدات 2010 |
| ذهبية     | دورة الألعاب الأمريكية 2007              |

## روابط خارجية
- جين أبيل على موقع الاتحاد الوطني لكرة السلة النسائية (الإنجليزية)
- جين أبيل على موقع كرة السلة الأوروبية.كوم (الإنجليزية)
- جين أبيل على موقع كلية كرة السلة في سبورتس رفرنس.كوم (الإنجليزية)
- جين أبيل على موقع بروبوليرز (الإنجليزية)
- جين أبيل على موقع سبورتس رفرنس (الإنجليزية)